# Videoconferenza

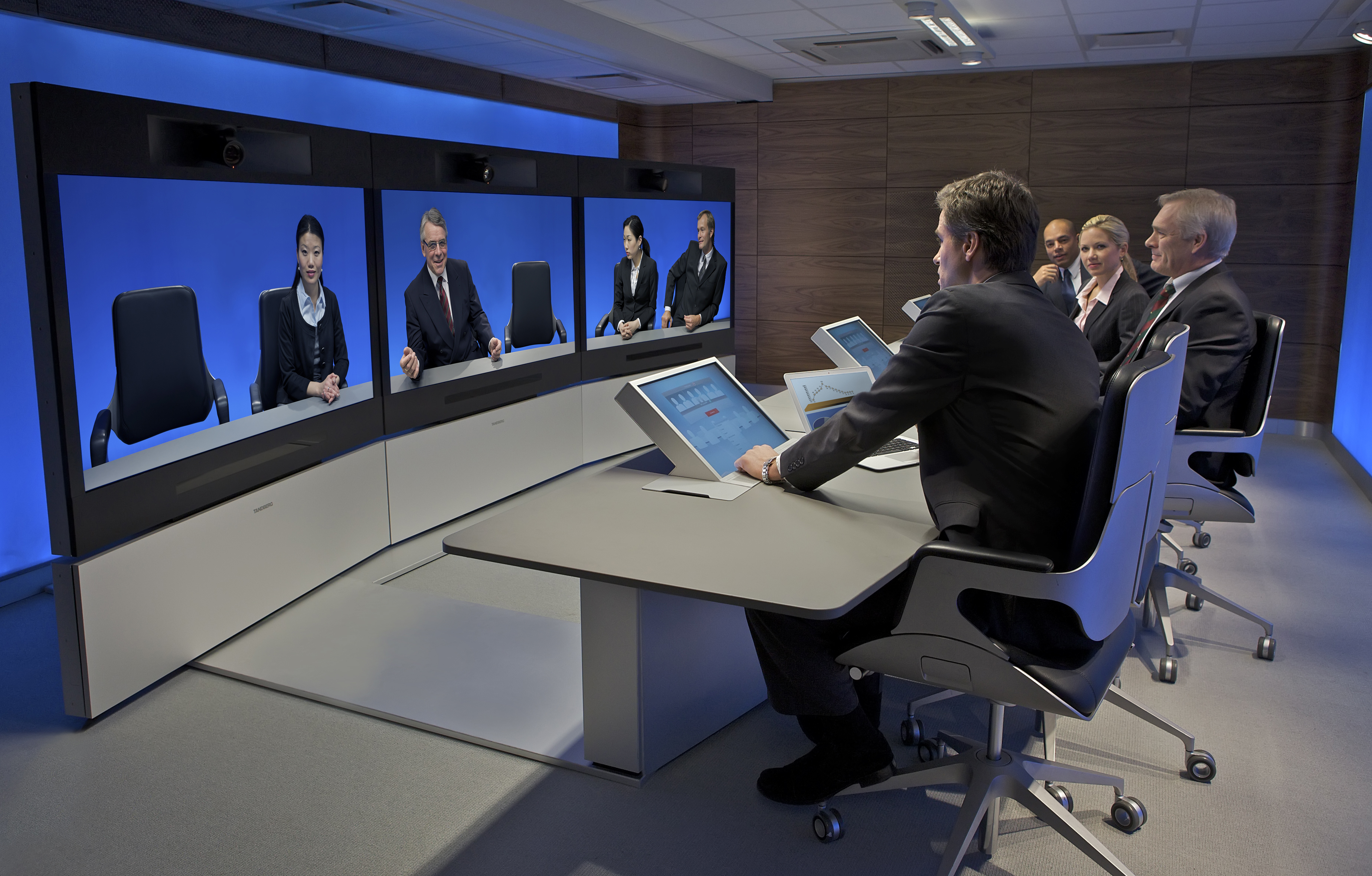
Videoconferenza

Si definisce videoconferenza la combinazione di due tecnologie, dove si ha l'interazione sincrona in audio, video e dati fra due o più soggetti. Tipico è l'uso all'interno di gruppi di lavoro (workgroup) geograficamente dislocati su più sedi aziendali.
Come l'audioconferenza, la videoconferenza è un tipo di teleconferenza cioè un sistema di multiconferenza audio/video/web che mette in comunicazione tra loro dispositivi diversi (PC con o senza webcam, telefono fisso o mobile, videoconferenza) rendendoli interattivi tra loro.

## Descrizione
Un qualunque sistema in grado di convogliare audio, video, dati rispondente agli standard della videoconferenza può essere considerato un terminale di videoconferenza. In questa definizione rientrano un'ampia gamma di prodotti con caratteristiche tecniche, funzionali e costi notevolmente diversi. Ognuno di questi prodotti, deve essere perciò vagliato in base al contesto di utilizzo. Lo standard indica che la funzionalità minimale da garantire per una videoconferenza è l'audio; l'audio stesso costituisce uno degli elementi che determinano in prima battuta la buona riuscita di una videoconferenza. Se l'audio risulta affetto da rumori, distorsioni oppure eco, si vanifica l'utilità della videoconferenza. Questi problemi sono amplificati nel caso in cui l'incontro non avvenga nella lingua madre. In generale, se ci sono problemi legati alla qualità dell'audio, la videoconferenza risulterà completamente inefficace.
Oltre alla possibilità di ascoltare e vedere il proprio interlocutore, la videoconferenza permette a volte di disporre di:
- un pannello di controllo dove sono indicati i soggetti partecipanti.
- uno spazio di lavoro virtuale comune, in cui tutti i partecipanti possono condividere testi, immagini, tabelle ed altre informazioni.

### Standard usati
La possibilità di comunicare in videoconferenza, dipende dalla disponibilità di apparati che supportino la cattura, codifica, trasmissione e decodifica di audio e video, e dalla capacità degli apparati stessi di colloquiare secondo un protocollo standard comune. I protocolli maggiormente diffusi sono H.320 e H.323. Vi sono altre suite di protocolli che interessano la videoconferenza, ma il livello di sviluppo, consolidamento e diffusione non è ancora capillare.
Esistono vari [standard] e protocolli a cui si attengono i costruttori e gli operatori per garantire l'interoperabilità dei sistemi di Videoconferenza. Fra i principali protocolli, in funzione del tipo di rete utilizzata, si annoverano:
- su reti pubbliche commutate il protocollo H.324. Su questo tipo di rete la videoconferenza è molto poco utilizzata a causa della bassa velocità di trasmissione e della scadente qualità delle immagini che ne consegue. Alcuni costruttori hanno lanciato sul mercato videotelefoni che rispondono a questo standard.

- su reti ISDN il protocollo H.320. Definisce le modalità di comunicazione audio, video e dati sia punto a punto che multi-punto su reti a commutazione di circuito (come ISDN appunto), fino ad oggi è stata la soluzione preferita per le applicazioni di livello professionale. Ragioni di costo e di maggior flessibilità stanno favorendo la migrazione verso soluzioni su Internet.

- su reti ATM il protocollo H.321.

- Su reti internet IP, tramite TCP/IP il protocollo H.323 o in alternativa, il protocollo SIP definisce le modalità di comunicazione audio, video dati sia punto a punto che multi-punto. Rispetto alla soluzione su reti ISDN, le soluzioni basate su IP presentano alcuni problemi, come una qualità a volte compromessa dalla perdita di pacchetti o dal ritardo in ritrasmissione (latenza).

- su reti UMTS il protocollo H.324M e viene definita videochiamata

## Principali applicazioni
- Skype
- WhatsApp
- Google Meet
- Google Duo
- Zoom
- FaceTime
- Ekiga
- Jitsi
- Discord
- Omegle
- Houseparty
- BigBlueButton